# Laguna Beach (programma televisivo) (prima edizione)
| n° | Titolo originale                | Titolo italiano            | Prima TV America  | Prima TV Italia |
| -- | ------------------------------- | -------------------------- | ----------------- | --------------- |
| 1  | A black and white affair...     | Un evento in bianco e nero | 28 settembre 2004 | 23 marzo 2005   |
| 2  | The bonfire                     | Il falò                    | 5 ottobre 2004    | 30 marzo 2005   |
| 3  | Fast car and fast women         | Auto veloci e donne veloci | 12 ottobre 2004   | 6 aprile 2005   |
| 4  | 18 candles...                   | Diciotto candeline         | 19 ottobre 2004   | 13 aprile 2005  |
| 5  | What happens in cabo            | Quel che succede a Cabo... | 26 ottobre 2004   | 20 aprile 2005  |
| 6  | The best part of breaking up... | Come è bello lasciarsi     | 2 novembre 2004   | 27 aprile 2005  |
| 7  | The last dance                  | L'ultimo ballo             | 9 novembre 2004   | 4 maggio 2005   |
| 8  | Grin and bear it                | Buon viso a cattivo gioco  | 16 novembre 2004  | 11 maggio 2005  |
| 9  | Graduation day                  | Il giorno del diploma      | 23 novembre 2004  | 18 maggio 2005  |
| 10 | The first to go                 | Il primo che parte         | 30 novembre 2004  | 25 maggio 2005  |
| 11 | Dunzo                           | Gli ultimi addii           | 7 dicembre 2004   | 1º giugno 2005  |

## Un evento in bianco e nero
L'ultimo anno di liceo ormai sta per iniziare e i ragazzi di Laguna Beach decidono di festeggiare la fine dell'estate. Lc, Morgan e Christina, che sono le ragazze più popolari della scuola, optano per un party lussuoso sull'attico di un hotel in riva al mare al quale si può accedere solo se vestiti in bianco o in nero. Nel redigere la lista degli invitati, tutte e tre sembrano contrariate dall'invitare anche Kristin, la ragazza che sta avendo una relazione con il ragazzo più bello di Laguna, Stephen, specialmente Lc che da sempre è la migliore amica di quest'ultimo... il che non le fa andare molto d'accordo. Nel frattempo, mentre Alex cerca di dare qualche consiglio a Kristin per non farsi scappare Stephen, quest'ultimo si fa aiutare da Trey nel tentativo di capire chi tra Kristin e Lc sia la ragazza giusta per lui.

## Il falò
Mentre il triangolo tra Lc, Stephen e Kristin si fa sempre più infuocato, Christina ha un motivo in più per stare insieme alla sua migliore amica Morgan visto che non è stata accettata dall'unico college a cui aveva fatto domanda d'ammissione e ora ha bisogno di essere consolata. Nel frattempo, Kristin si fa aiutare da Jessica, una sua amica, nel preparare una cena per Stephen e Dieter, i loro ragazzi, ma il risultato è particolarmente disastroso. Tuttavia tutti avranno modo di recuperare al barbecue organizzato sulla spiaggia dove Stephen avrà anche una conversazione intima con Lc.

## Auto veloci e donne veloci
Lc finalmente confessa alle sue amiche quanto è accaduto durante la serata in spiaggia e sembra che tra lei e Stephen sia ritornata l'intesa di un tempo. Intanto, Kristin si intrattiene con Alex e Sam quando decide insieme a loro di andare fuori città per dare un'occhiata a qualche concessionaria vista la sua intenzione di cambiare auto. Esigenza primaria questa visto che l'attuale auto della ragazza sembra non andare più bene, tanto che i tre si fermano nel bel mezzo della strada mandando nel caos una delle vie più trafficate della zona. Nel frattempo, Trey invita Lc e Stephen a Los Angeles per assistere ad una sfilata di moda, ma durante il party che ne segue la ragazza resta stupita quando vede Stephen prestare troppe attenzioni alle modelle invece che a lei.

## Diciotto candeline
Christina vive un momento di felicità quando in occasione del suo 18º compleanno riceve prima l'occasione di prendere parte ad un'importante audizione a New York e poi si ritrova nel bel mezzo di una festa a sorpresa organizzata dai suoi amici. Mentre Kristin ne approfitta per fare colpo su uno dei ragazzi presente nello stesso locale e lo invita ad unirsi a loro, cosa che dà molto fastidio a Christina; Lc, che non è stata invitata alla festa, ha una discussione con il padre che la considera una ragazza troppo insicura di sé.

## Quel che succede a Cabo...
In occasione delle vacanze di primavera tutti i ragazzi decidono di approfittarne per trascorrere un momento di sano divertimento insieme a Cabo, in Messico. Una volta in viaggio, e giunti a destinazione, mentre i ragazzi trovano subito il modo di distrarsi con le loro tavole da surf, le ragazze sono un po' preoccupate dall'idea di trascorrere la notte insieme ai maschietti. Durante una serata trascorsa in un locale, Stephen va su tutte le furie quando vede Kristin comportarsi in modo più che provocatorio; anche se questo gli serve soprattutto per fargli capire che forse è Lc la persona di cui ha realmente bisogno.

## Come è bello lasciarsi
Strano ma vero, nonostante quanto accaduto a Cabo, Kristin e Stephen riescono a ritrovare un punto di incontro e tra lo stupore di tutti ritornano nuovamente ad essere una coppia. Ovviamente Lc è quella ad esserne più sconcertata, specie quando li vede arrivare insieme al concerto dei Blink 182. Nel frattempo, Trey decide di organizzare una sfilata di moda per beneficenza e, nonostante l'aiuto di tutti i suoi amici, l'iniziativa risulta essere piuttosto complessa da organizzare, visto anche il poco tempo che hanno a disposizione. Ma alla fine tutto andrà per il meglio...

## L'ultimo ballo
È giunto il momento del ballo di fine anno, l'ultimo per i ragazzi al liceo, e tutti, come al solito, sono preoccupati dalle questioni vestito e accompagnatore. Mentre Kristin pensa di avere un ammiratore segreto quando trova alcuni messaggi a lei rivolti, ma poi scopre che è solo opera di Stephen; Morgan, di ritorno a casa, si imbatte in una poesia di Grey che vuole invitarla al ballo. Tutti raggiungono il party in limousine, ma nonostante i loro sforzi, di ritorno dal prom, ancora una volta le attenzioni vengono calamitate dalla coppia del momento, Stephen e Kristin, che in una conversazione profonda si dichiarano tutto il loro amore nonostante lo spettro del college sia ormai dietro l'angolo.

## Buon viso a cattivo gioco
I ragazzi organizzano l'ennesima vacanza di gruppo, questa volta a Catalina. Lo però è costretta a rimanere a casa non avendo il permesso dei genitori, e sebbene ha un appuntamento con un ragazzo, questo non basta ad entusiasmarla. L'assenza della sua migliore amica deprime ancor più Lc che non riesce a convivere nello stesso campeggio con Kristen, ormai ossessionata dal suo Stephen. Anche Christina resta a Laguna Beach dovendo cantare durante la funzione religiosa del padre all'importante Crystal Cattedral. Approfittando delle paure e delle debolezze delle ragazze, i ragazzi organizzano a queste l'incontro con un finto orso nel cuore della notte.

## Il giorno del diploma
Il liceo è ormai un ricordo già sbiadito per i ragazzi di Laguna Beach e tra la nostalgia dilagante, soprattutto dei genitori che vedono i loro piccoli ormai diventati uomini e donne, è giunto il momento di lasciare il nido e iniziare un nuovo capitolo della vita. Fervono i preparativi per la cerimonia di consegna del diploma e Lo è entusiasta di scoprire che i genitori hanno deciso di regalarle un'auto tutta nuova. Mentre il pensiero di tutti corre già al college, Kristin è sempre più preoccupata. Per lei c'è ancora un anno di liceo e presto o tardi sarà costretta a vedere il suo Stephen partire alla volta di San Francisco.

## Il primo che parte
Trey è il primo a lasciare Laguna Beach alla volta di una nuova vita al college. Per lui New York è già presente visto che dovrà trasferirsi prima del previsto per prendere parte ai corsi estivi. Nonostante la festa di addio, per lui lasciare i suoi amici, i suoi posti e le sue cose è davvero qualcosa di molto difficile. Stephen, che con Trey aveva stretto un'amicizia particolare, non solo deve fare i conti con questa dura separazione, ma deve anche confrontarsi con la domanda sempre più ricorrente di quale sarà il destino della sua relazione con Kristin. Intanto Lc e Lo trascorrono un po' di tempo in compagnia di Talan.

## Gli ultimi addii
Mentre Trey è già all'università, il resto del gruppo resta unito ancora per qualche giorno a Laguna Beach convinto, come dice anche Christina, che questo possa essere l'ultimo giorno che trascorrono insieme. Nel frattempo, Stephen e Kristin sono preoccupati dei cambiamenti che potranno esserci nella loro relazione visto che Stephen si è iscritto al college di San Francisco, e insieme decidono di promettersi fedeltà acquistando un anello e pensando ad un imminente matrimonio; notizia che lascia non poco perplessa Lc. Mentre tra quest'ultima e Lo il distacco si fa sempre più difficile, ed Alex ritiene che questo sia il momento migliore per alcune confessioni, Lc sa di vivere una situazione propizia quando si mette in viaggio insieme a Stephen alla volta di San Francisco.